# Sam Hill (rugby à XV)
Pas d'image ? Cliquez ici

a Compétitions nationales et continentales officielles uniquement.

b Matchs officiels uniquement.
Dernière mise à jour le 12 novembre 2020.
Sam Hill, né le 14 juillet 1993 à Exeter (Angleterre), est un joueur anglais de rugby à XV jouant au poste de centre aux Sale Sharks, en Premiership, depuis 2020.
Il commence sa carrière en 2011 aux Cornish Pirates où il est prêté par les Exeter Chiefs avec qui il joue dès l'année suivante et jusqu'en 2020. Avec ce club, il remporte le Championnat d'Angleterre à deux reprises, en 2017 et 2020 et perd la finale en 2016, 2018 et 2019. Ensuite, il s'engage avec les Sale Sharks.

## Biographie

### Carrière en club
Sam Hill commence sa scolarité à la Primary School de Cheriton Bishop avant de rejoindre le Queen Elizabeth's Community College de Crediton. Il joue avec le club de rugby du Crediton RFC jusqu'à l'âge de 15 ans. À 16 ans, il intègre l'équipe d'Angleterre des moins de 16 ans et rejoint le Ivybridge College.
Il intègre ensuite le centre de formation des Exeter Chiefs. Durant la saison 2011-2012, il rejoint sous le schéma de la double licence le club des Cornish Pirates qui évolue en deuxième division afin d'accélérer sa progression.
En 2020, il rejoint les Sale Sharks pour un contrat de deux saisons.

### Carrière internationale
Après avoir connu l'équipe d'Angleterre de rugby à XV des moins de 18 ans, Sam Hill remporte en juin 2013 le Championnat du monde junior avec celle des moins de 20 ans.
Il fait partie des joueurs convoqués pour l'équipe réserve de l'Angleterre, les England Saxons, les 10 et 17 juin 2016 contre l'équipe d'Afrique du Sud A.
Le 13 janvier 2016, il est retenu dans la sélection anglaise afin de préparer le Tournoi des Six Nations mais ne dispute finalement aucun match du Tournoi.

## Palmarès
- Exeter Chiefs
  - Vainqueur du Championnat d'Angleterre en 2017 et 2020
  - Finaliste du Championnat d'Angleterre en 2016, 2018 et 2019
- Sale Sharks
  - Finaliste du Championnat d'Angleterre en 2023